# Burni Simpur
Burni Simpur är ett berg i Indonesien.   Det ligger i provinsen Aceh, i den västra delen av landet, 1 600 km nordväst om huvudstaden Jakarta. Toppen på Burni Simpur är 1 018 meter över havet.
Terrängen runt Burni Simpur är kuperad åt nordost, men åt sydväst är den bergig. Trakten runt Burni Simpur är nära nog obefolkad, med mindre än två invånare per kvadratkilometer. I omgivningarna runt Burni Simpur växer i huvudsak städsegrön lövskog.